# Johannes Bumüller (Pfarrer)
Johannes Bumüller (* 22. September 1873 in Ravensburg; † 31. Oktober 1936 in Westheim) war ein katholischer Priester, Dorfpfarrer und Anthropologe.

## Leben und Werk
Bumüller wurde als Sohn des Stadtarztes und Sanitätsrates Friedrich Bumüller geboren. Er wurde auf den Namen Johann Anton getauft, schrieb sich später aber immer Johannes. Bumüller studierte katholische Theologie und wurde am 29. Januar 1896 zum Priester geweiht. 1898 übernahm er die Stelle eines Präfekten an der Studienanstalt St. Stephan in Augsburg. Gleichzeitig war er vom Winter-Semester 1897/98 bis zum Sommer-Semester 1898 an der Universität München in der Naturwissenschaftlichen Fakultät (Sektion II der Philosophischen Fakultät) immatrikuliert und schrieb am Anthropologischen Institut bei dem Anthropologen Johannes Ranke seine Doktorarbeit. Die Prüfung zum Doktor der Philosophie erfolgte am 2. März 1899 und die Arbeit erschien noch im selben Jahr im Druck unter dem Titel Das menschliche Femur: nebst Beiträgen zur Kenntnis der Affen-femora.
Nach der Promotion war Bumüller von 1901 bis 1903 Gründer, Herausgeber und Redakteur der Freien Deutschen Blätter: Wochenschrift für Politik, Wissenschaft und Kunst, „einer der einflussreichsten reformkatholischen („modernistischen“) Zeitschriften in Europa“. Ende Oktober 1903 gab Bumüller die Herausgeberschaft der Zeitschrift nach eigener Aussage mit Rücksicht auf seine Gesundheit in andere Hände. Nach Feststellung von Johann Kirchinger musste er sich aber auf Druck der Münchener Nuntiatur von der Zeitschrift distanzieren. Für diese Blätter verfasste er eine große Anzahl von Beiträgen.
1906 wurde Bumüller Pfarrer in der Pfarrei Sankt Johannes Baptist in Aufhausen im Landkreis Aichach (Oberbayern), „nach dem Ersten Weltkrieg erster Vorsitzender des Bezirksackerbauverbandes Aichach und Mitglied der BVP“ (Bayerische Volkspartei). Von 1924 bis zu seiner Pensionierung 1931 war er Pfarrer in Großaitingen. Er starb am 31. Oktober 1936 als Kommorant in Westheim.
Bumüller war ein sehr produktiver Schriftsteller und spezialisierte sich seinen frühen Studien folgend auf anthropologische Themen, insbesondere die Entwicklungsgeschichte des Menschen und die Auseinandersetzung mit dem Darwinismus. Mehrere seiner Werke erreichten höhere Auflagen.

## Werke

### Selbständig erschienen
- Das menschliche Femur: nebst Beiträgen zur Kenntnis der Affen-femora. Inaugural-Dissertation, der hohen philosophischen Fakultät der königlichen Ludwig-Maximilians-Universität zu München zur Erlangung des philosophischen Doktorgrades im Februar 1899 vorgelegt. Augsburg: Druck des Liter. Instituts von Haas & Grabherr, 1899. 142 S.
- Aus der Urzeit des Menschen. 1. Aufl. Köln: Bachem, 1900. (Goerres-Gesellschaft zur Pflege der Wissenschaft im Katholischen Deutschland, 1900,2). 88 S. (4. Aufl. 1925 Die Urzeit des Menschen).
- Mensch oder Affe?: kurze Zusammenstellung älterer und neuerer Forschungen. 1. Aufl. Ravensburg: Schuh & Co., 1900. vi, 91 S. (2. Aufl. unter dem Titel: Die Entwicklungstheorie und der Mensch. 1907).
- Mensch oder Affe?: kurze Zusammenfassung älterer und neuerer Forschungen über Stellung und Herkunft des Menschen. Ravensburg: Kitz, 1900. vi, 91 S.
- Die Methode der exakten Wissenschaft und der Darwinismus: eine Abwehr gegen einen Angriff. Ravensburg : Kitz, 1901. 24 S.
- Das Nibelungenlied: Der deutschen Jugend erzählt von Johannes Bumüller. Mit Bildern der Nibelungensäle in der Residenz in München. Photographische Aufnahmen von Stuffler, München. 1906. (2. Aufl. St. Ottilien: Missionsverlag, 1922; 62 S., 1 Bl.; 3. Aufl. 1924).
- Die Entwicklungstheorie und der Mensch. Hrsg. von der Gesellschaft für Naturwissenschaften und Psychologie. München: Verlag der Zeitschrift „Natur und Kultur“, 1907. 79 S.
- Der Mensch: ein anthropologischer Grundriß. Kempten u. a.: Kösel, 1908. (Sammlung Kösel, 20/21). 248 S.
- Die Krone der Schöpfung: eine anthropologische Skizze. München: Münchener Volksschriftenverlag, 1909. (Glaube und Wissen, 24). 90 S.
- Gottesglaube und Gottes Natur. Mönchen-Gladbach: Volksvereinsverlag, 1913. (Wort und Bild, 30). 60 S.
- Unsere Welt, Schöpfung oder Ewigkeit? Mit naturwissenschaftlichen Randbemerkungen zu Häckels „Ewigkeit“. Mönchen-Gladbach: Volksvereinsverlag, 1918. 32 S.
- Leitfaden der Vorgeschichte Europas. 2 Bände. Augsburg: Benno Filser, 1925. Band 1: Text, 302 S. Band 2: Abbildungsband, 85 Tafeln (im Vorwort „Großaitingen bei Augsburg im Frühjahr 1925“).
- Die Urzeit des Menschen. 2 Bände. 4. Aufl. Augsburg: Benno Filser, 1925. Band 1: Text, vii, 353 S. Band 2: Abbildungsband, 55 S. (im Vorwort „Großaitingen bei Augsburg im Sommer 1925“).

### Beiträge für dieFreien Deutschen Blätter (FrDBl)bzw. für dasZwanzigste Jahrhundert (ZwJh)
... nach der Aufstellung bei Haustein (2001: 390f):
- Versuch des experimentellen Nachweises der Affenabstammung des Menschen, FrDBl 1 (1901) 8–10 (17f).
- Coloma’s Lappalien, FrDBl 1 (1901) 1f.
- An den Anonymus R. Sehr geehrter Herr Professor!, FrDBl 1 (1901) 498–501.
- Ein neues Werk über die Descendenztheorie, ZwJh 2 (1902), FrDBl 1 (1901) 523–526.
- Was bedeutet „Ultramontan?“, ZwJh 2 (1902), 280–282.
- Franz Heiner, Der Jesuitismus in seinem Wesen, seiner Gefährlichkeit und Bekämpfung, ZwJh 2 (1902) 293–298.
- Der konfessionelle Friede, ZwJh 2 (1902) 373–378.
- Mappe der deutschen Gesellschaft für christliche Kunst 1902, ZwJh 2 (1902) 418.
- Natürlich kein Geschäftscatholicismus, ZwJh 2 (1902) 418.
- Unser Prospekt, ZwJh 2 (1902) 445–447.
- Einladung zur Versammlung von Freunden des „Zwanzigsten Jahrhunderts“, ZwJh 2 (1902) 469, ZwJh 2 (1902) 491.
- Dr. theol. Franz Klasen †, ZwJh 2 (1902) 565–568 (577–579).
- Die Voce della verità über Professor Schell, ZwJh 2 (1902) 581f.
- Schöpfungsbericht und Naturwissenschaft. Eine populäre Skizze, ZwJh 3 (1903) 31–33, 39f, 52, 65–67, 79.
- An unsere Leser, ZwJh 3 (1903) 145f.
- Stimmen über d. Weltgeschichte in Charakterbildern, ZwJh 3 (1903) 247.
- Die Reichstagswahlen, ZwJh 3 (1903) 288f, 302–305.
- Zu den Reichstagswahlen, ZwJh 3 (1903) 313f.
- „Die Kirche“, ZwJh 3 (1903) 333f.
- Ein neues Werk über die altorientalische Kulturwelle, ZwJh 3 (1903) 345f.
- Darwinistische Phantasien, ZwJh 3 (1903) 523–525.
- Die alttestamentliche und babylonische Überlieferung, ZwJh 3 (1903) 569–572.
- Das Alter des Menschengeschlechtes, ZwJh 4 (1904) 111–114, 122–124.
- Wahngebilde, ZwJh 4 (1904) 192f.
- Aus den ältesten Zeiten. Bibel und Naturwissenschaft, ZwJh 4 (1904) 255–257.
- Ein Vorstoss der Entwicklungstheorie, ZwJh 4 (1904) 326–328, 349–351.
- Zur Zölibatsfrage, ZwJh 4 (1904) 431–433.
- P. Wasmann S.J. über die Abstammungslehre, ZwJh 5 (1905) 254–256, 248–250.
- Die Geschichte der Stein- und Metallperioden, historische und prähistorische Parallelen, ZwJh 6 (1906) 475–476, 439–441, 449–452.
- Vom eiszeitlichen Menschen, ZwJh 7 (1907) 87–89.